# Gladstone (Queensland)
Pour les articles homonymes, voir Gladstone.
Gladstone (prononcé en anglais : [ˈɡlædstən]) est une ville industrielle de la côte du Queensland central, en Australie. Elle borde la mer de Corail. En tant que ville portuaire, son commerce local est principalement fondé sur l'industrie et inclut des usines de grande taille, parmi lesquelles des usines de raffinerie d'aluminium, de fonderie d'aluminium, de chimie lourde et d'huile de schiste. Elle compte 28 808 habitants en 2006.
La ville possède plusieurs écoles primaires, trois lycées (Gladstone State High, Toolooa State High, et Chanel College (privé)), et une université, l'Université du Queensland central. Elle a autrefois été surnommée la « porte vers la grande barrière de corail » étant donné qu'elle permet d'accéder à l'Île Heron et d'autres îles à partir de la marina.
Il y a des soucis environnementaux concernant le nombre décroissant de dugongs, de mangroves et de réserves de poissons et l'expansion urbaine croissante menace la faune et la flore locale. Il y a également de la pollution de l'air de la part des industries locales, toutefois l'eau reste généralement propre.
La ville est en grande partie passionnée de sports, en particulier le rugby à XIII, les courses de chevaux, le touch-football et le hockey sur gazon. Le célèbre joueur de tennis Rod Laver habite Gladstone.

## Personnalités de Gladstone
- Frederick Woolnough Paterson, (1897-1977), politicien australien.
- Tony Martin, (né le 7 october 1978), joueur de rugby.
- Mark Chisholm, joueur de rugby international

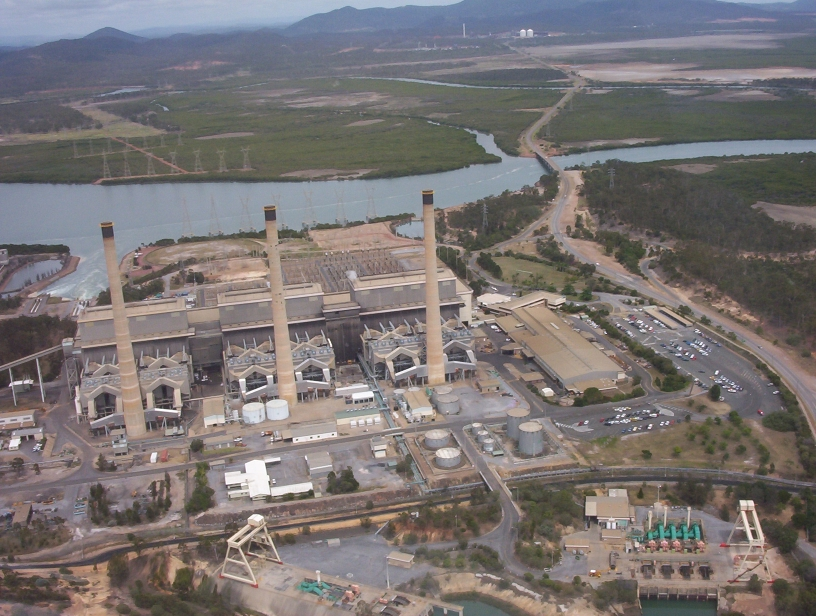
Centrale électrique de Gladstone.
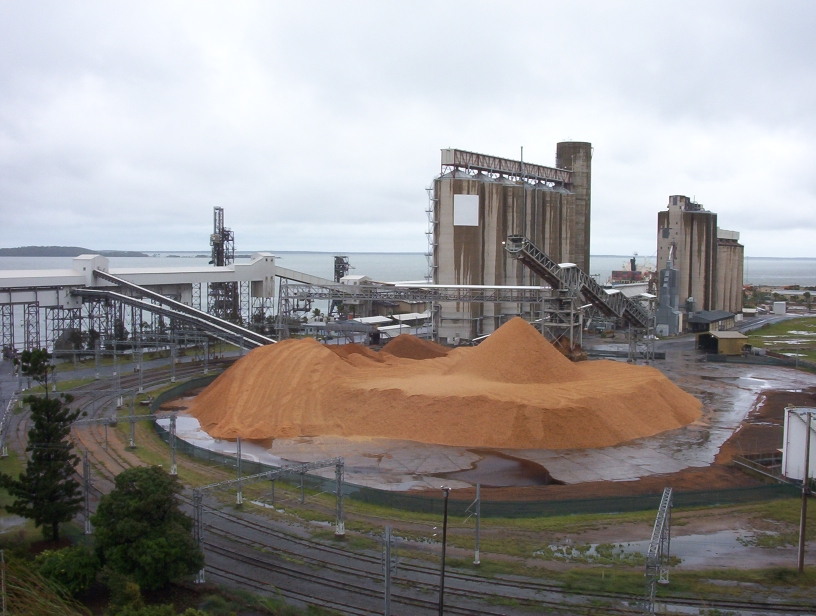
Silos de stockage sur le front de mer de Gladstone.
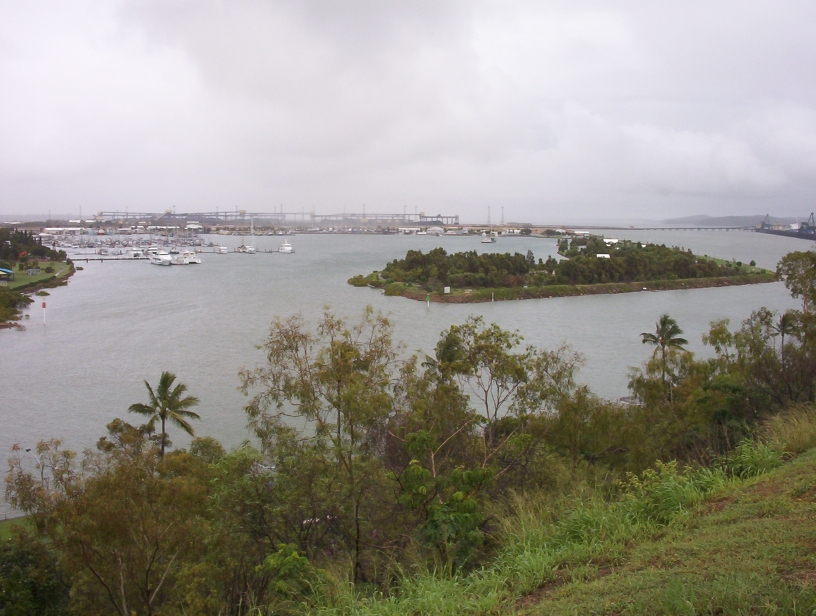
La Gladstone Marina, avec les industries houillères au fond.